# مجزرة قندهار
مجزرة قندهار أو مجزرة بانجواي على نحو أدق، وقعت في الساعات الأولى من صباح يوم 11 مارس 2012، عندما تم قتل ستة عشر مدنيًا واصابة ستة اخرين في منطقة بانجواي في ولاية قندهار، أفغانستان. تسعة من الضحايا كانوا من الأطفال، وإحدى عشرة من القتلى من عائلة واحدة. أُحرِقت بعض الجثث جزئيًا. في وقت لاحق من صباح ذلك اليوم ادخل الرقيب روبرت باليز من جيش الولايات المتحدة إلى السجن عندما أبلغ السلطات بأنه من فعل ذلك. في 23 أغسطس 2013، حكم عليه بالسجن مدى الحياة دون إمكانية الإفراج المشرط من قبل هيئة محلفين في قاعدة لويس ماكشورد المشتركة في فورت لويس، واشنطن.
إعتذرتا السلطات الأمريكية وقوات المساعدة الدولية (ايساف) عن الوفيات. أدانت السلطات الأفغانية الفعل، واصفة إياه بأنه «قتل مُتَعمد». أصدرت الجمعية الوطنية قرارًا يطالب بإجراء محاكمة علنية في أفغانستان، ولكن بعد ذلك، قرر وزير الدفاع الأمريكي ليون بانيتا أن محاكمة الجندي ستتم بموجب القانون العسكري الأمريكي. أقر الجندي روبرت باليز بفعلته في 5 يوليو 2013 بتهمة القتل العمد لـ 16 مدنيًا في تبادل مع محاكمة لا تسعى لتنفيذ عقوبة الإعدام، وصرح بأنه لا يعرف لماذا ارتكب هذه الجريمة.
خلصت سلطات الولايات المتحدة أن عمليات القتل كانت من فعل جندي واحد. في 15 مارس 2012، قام فريق التحقيق البرلماني الأفغاني الذي شمل أعضاء من الجمعية الوطنية لأفغانستان، التي قد تكهنت إلي أن ما يصل إلى 20 جنديًا أمريكًا قد شاركوا في عملية القتل. صرح الفريق في وقت لاحق انه لا يستطيع تأكيد المزاعم بهذا الشأن.

## الخلفيات

### 'التصعيد' في جنوب أفغانستان
بانجواي هي مسقط رأس حركة طالبان والمعقل التقليدي لهم. كانت للمنطقة ثقل في المعارك عام 2010، التي جلبت زيادة أكبر من ناحية الغارات الجوية، الغارات الليلية على المنازل الأفغانية، وخسائر في صفوف المسلحين، وزيادة بنحو ستة أضعاف في عمليات القوات الخاصة في جميع أنحاء أفغانستان. تفاقم الصراع بين المدنين والقوات الأمريكية في منطقة بانجواي بشكل خاص والمناطق المجاورة زهاري، وارغنداب ومنطقة قندهار بسبب تدمير بعض القرى من قبل القوات الأمريكية، والاعتقالات الجماعية، وقتل المدنيين في منطقة مايواند من قبل وحدات مارقة، وخسائر كبيرة جراء العبوات الناسفة.
إحدى الأسر التي استهدفت في عملية إطلاق النار في قندهار كانوا قد عادوا إلى المنطقة في عام 2011 بعد أن نزحوا منها سابقًا من جراء التصعيد، وخوفًا من طالبان ولكن بتشجيع من حكومة الولايات المتحدة، والجيش، والحكومة الأفغانية، استوطنوا بالقرب من قاعدة عسكرية أمريكية لأنهم اعتقدوا أنه سيكون مكانا آمنا للحياة.
قبل ما يقرب من ثلاثة أسابيع من الحادث، توترت العلاقات بين الولايات المتحدة وأفغانستان بسبب حادث حرق نسخ من القرآن في قاعدة بغرام الجوية. قبل بضعة أشهر من إطلاق النار، مجموعة من مشاة البحرية الأمريكية ظهروا في فيديو يتبولوا فيه على مقاتلي طالبان بعد قتلهم.

### مزاعم القضايا في فورت لويس
مطلق النار، روبرت باليز، واستند في إحدى السباقات المشتركة في قاعدة لويس. مرفق المعالجة الطبية الأولية في القاعدة، مركز ماديجان الطبي التابع للجيش، وقد تأتي في إطار التحقيق لخفض مستوى التشخيص لحالة للجنود مع اضطرابات ما بعد الصدمة إلى أمراض أخرى أدنى من ذلك. وزعمت مجموعات الدعم العسكري حول القاعدة أن قادة القاعدة لم تعط القوات العائدة الوقت الكافي للتعافي قبل أن يرسل لهم أمر المزيد من الانتشار، وأن الوحدة الطبية للقاعدة قد عانت من نقص وتطغى عليها أعداد كبيرة الجنود العائدين الذين يعانون من الصدمة طبيا ونفسيا.

## روبرت باليز

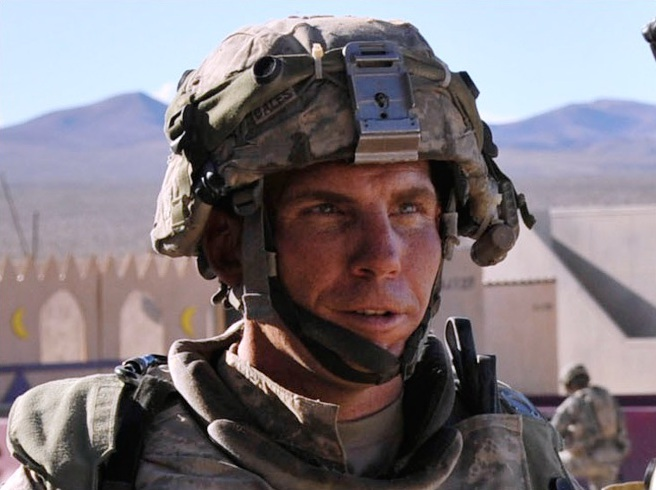
الرقيب. روبرت باليز في مركز فورت ايروين الوطني للتدريب في أغسطس 2011.الجيش

زعم أن روبرت باليز، وهو البالغ من العمر 38 سنة جيش الولايات المتحدة رقيب أول المتمركزة في معسكر بيلامباى، كان الشخص الوحيد المسؤول عن اطلاق النار. وفقا ل وزير الدفاع الولايات المتحدة ليون بانيتا، مباشرة بعد إلقاء القبض عليه، واعترف بإقتراف القتل و«قام بسرد ما حدث». ومع ذلك، سأل بسرعة عن محام ورفض التحدث مع المحققين حول دوافعه
في وقت لاحق، محام باليز المدني جون هنري براون، وقال:«وأنا لا أعرف أن الحكومة سوف تثبت ذلك إذ ليس هناك أدلة خاصة بالطب الشرعي وليس هناك اعترافات»
بعد مغادرة الكلية في عام 1996، عملت باليز لعدد من شركات الخدمات المالية في عام 2003، وجد القضاة باليز مسؤولا عن الاحتيال المالي في التعامل مع حسابات التقاعد، وأمر باليز بدفع 1.4 مليون دولار كتعويض.

## ردود الفعل

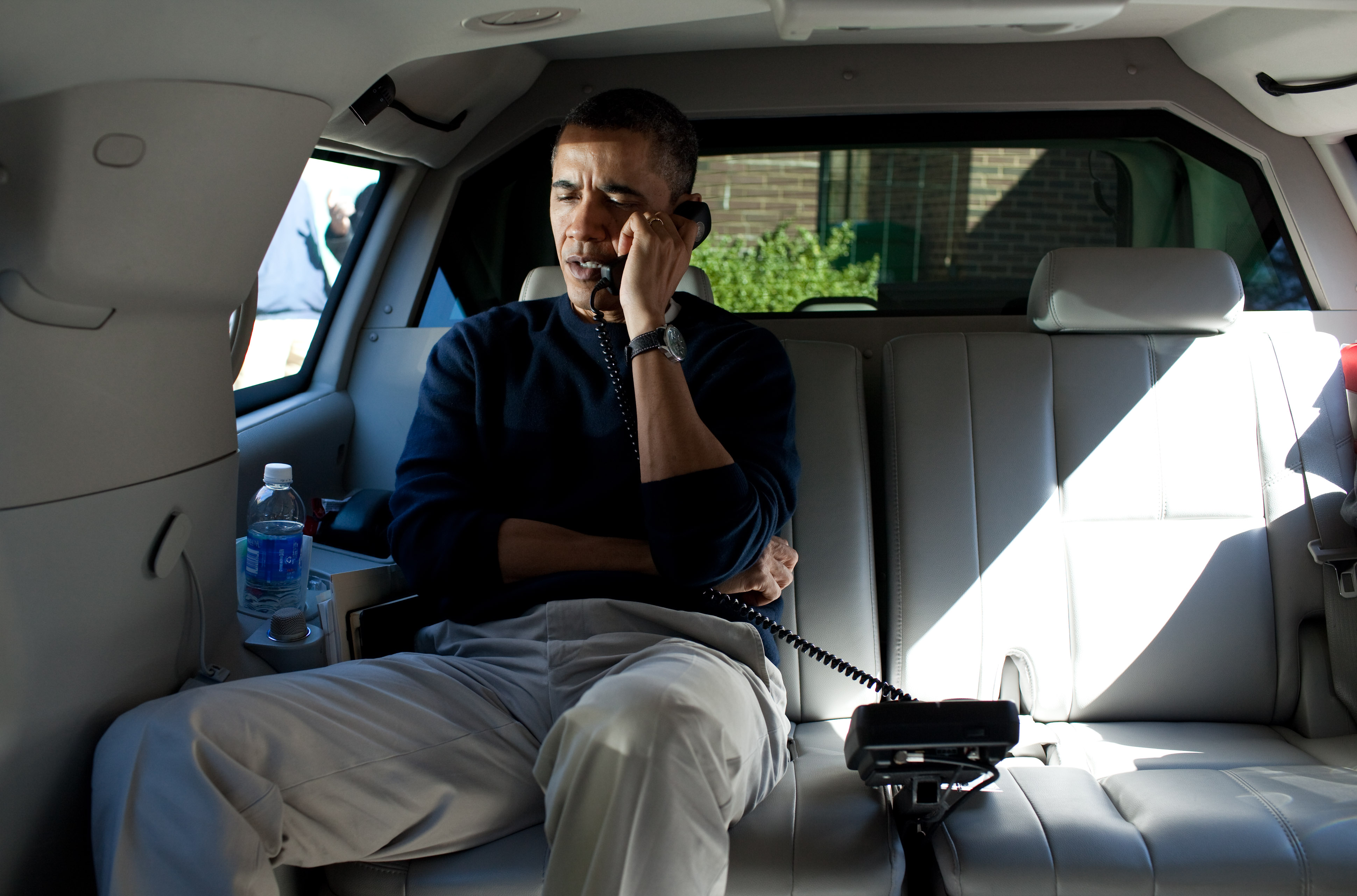
رئيس الولايات باراك أوباما يتحدث هاتفيا مع رئيس أفغانستان حامد كرزاي في أعقاب عمليات القتل.

### رد الفعل من أفراد أسر الضحايا والمجتمع الأفغاني
وقالت امرأة فقدت أربعة من أفراد أسرتها في الحادث، وأضافت «لا أعرف لماذا جاء هذا الجندي الأجنبي وقتل أفراد أسرتنا الأبرياء، فإما أنه كان في حالة سكر أو كان يستمتع بقتل المدنيين.» وتحدث عبد الصمد، وهو مزارع عمره 60 عاما الذي فقد 11 من أفراد أسرته، ثمانية منهم من الأطفال، حول الحادثة: «أنا لا أعرف لماذا قتلوهم قالت حكومتنا أن نعود إلى القرية، من ثم ولكنهم سمحوا للأميركيين بقتلنا..» وقالت إحدى الأمهات الثكلى وكانت تحمل رضيعا ميتا على ذراعيها، واضافت «انهم قتلوا طفلا، هل كان هذا الطفل من طالبان؟ صدقوني، أنا لم أر عضوا يبلغ عامان في حركة طالبان حتى الآن.»
«أنا لا أريد أي تعويض. أنا لا أريد المال، وأنا لا أريد رحلة إلى مكة، وأنا لا أريد منزل. لا أريد شيئا، ولكن كل ما أريده على الإطلاق هو معاقبة الاميركيين. هذا هو مطلبي، هذا هو مطلبي، هذا هو مطلبي،»، قال أحد القرويين، الذي قتل شقيقه.
تجمع أكثر من 300 من السكان المحليين بانجواي حول القاعدة العسكرية للاحتجاج على القتل. بعضهم جلب بعض البطانيات المحروقة لتمثيل أجساد القتلى. في بيت واحد، صرخت امرأة عجوز: «اللهم أقتل الابن الوحيد لكرزاي، لذلك حتى يشعر بما نشعر به.» يوم 13 مارس، تظاهر مئات من طلاب الجامعات في مدينة بشرق أفغانستان جلال آباد، وهم يهتفون «الموت لأمريكا - الموت لأوباما» وحرقوا دمى لرئيس الولايات المتحدة والصليب المسيحي. يوم 15 مارس تجمع حوالي 2,000 شخص شاركوا في احتجاج آخر في اقليم زابل الجنوبي.